# Южный Зеновец
Южный Зеновец (Зеновец) — река в России, протекает по Архангельской области. Устье реки находится в 2 км по левому берегу реки Рочуга. Длина реки составляет 21 км.
Вытекает из озера Миркушино.

## Данные водного реестра
По данным государственного водного реестра России относится к Двинско-Печорскому бассейновому округу, водохозяйственный участок реки — Мезень от водомерного поста деревни Малонисогорская и до устья. Речной бассейн реки — Мезень.
Код объекта в государственном водном реестре — 03030000212103000049248.